# Liberal Vannin Party
Liberal Vannin Party (på manx: Partee Libraalagh Vannin) är ett liberalt politiskt parti i Isle of Man.
LVP grundades år 2006 av ledamoten i House of Keys Peter Karran som har tidigare varit medlem i Manx Labour.
Den nuvarande partiledaren Lawrie Hooper är också partiets enda ledamot i House of Keys. Han valdes till partiordförande år 2020. Enligt sitt valmanifest för parlamentsvalet 2021 var partiet för bl.a.:
- Transparens i offentlig förvaltning
- Fred från diskriminering
- Förminskandet av levnadskostnader i Isle of Man
- Underlätta tröskel att bli företagare

Tills 2014 var LVP en observatörmedlem i Liberal International. På "nationella" nivån samarbetar partiet med Liberaldemokraterna i Storbritannien. Isle of Man hör inte officiellt till Förenade kungariket utan den är en kronbesittning.